# Edvin Bodin
Edvin Leander Bodin, född 30 april 1898 i Ore socken, Kopparbergs län, död 12 april 1965 i Stockholm, var en svensk konstnär.
Han var son till jordbrukaren Erik Bodin och Anna Bodin och från 1937 gift med Birgit Margareta Lindskog. Bodin arbetade först några år som jordbrukare och skogsarbetare innan han inledde sina konststudier vid Althins målarskola 1918. Han studerade vidare för Wilhelm Smith och Albert Engström vid Konsthögskolan 1921–1926 samt under studieresor till Italien, Island och Norge. Han ställde ut separat i Stockholm, Falun och Gävle och tillsammans med Arvid Knöppel ställde han ut i Göteborg 1943. Han medverkade i samlingsutställningar med Sveriges allmänna konstförening och Svenska konstnärernas förening. Hans konst består av landskapsmålningar från Härjedalen i en kraftfull naturalism och med motiv hämtade från Gotland, Fårö och Ore. Bodin är representerad vid Nationalmuseum, Gävle museum, Hudiksvalls museum, Östersunds museum, Rättviks kommun, Ore församling samt i Stora Kopparbergs Bergslags samlingar i Falun. Makarna Bodin är begravda på Skogskyrkogården i Stockholm.